# Ron Dunlap
Ronald "Ron" Dunlap (Chicago, Illinois, 2 de diciembre de 1946-Appleton, Wisconsin, 28 de octubre de 2019) fue un profesor y jugador profesional de baloncesto estadounidense que desarrolló su carrera profesional en la CBA y la liga israelí. Con 2,03 metros de estatura, lo hacía en la posición de pívot. 
Formó parte activa de la comunidad de Appleton, donde colaboró en numerosos proyectos.

## Trayectoria deportiva

### Universidad
Jugó durante dos temporadas con los Fighting Illini de la Universidad de Illinois en Urbana-Champaign, en las que promedió 9,2 puntos y 8,3 rebotes por partido.
Pero entonces se vio envuelto en un escándalo en su universidad, en el cual jugadores de fútbnol americano y de baloncesto eran compensados económicamente, cuando era ilegal en la Big Ten Conference, aunque si que lo permitía la NCAA. Dunlap, casado y padre de una hija en ese momento, había recibido un total de 410 dólares en emolumentos mensuales. Tres entrenadores Illini renunciaron bajo presión, y los atletas que reciieron los pagos perdieron su elegibilidad restante para jugar en la Big Ten. Tras el incidente, la NCAA suspendió a la universidad por dos temporadas.

### Profesional
A pesar de todo fue elegido en la decimonovena posición del Draft de la NBA de 1968 por Chicago Bulls, pero acabó jugando en la CBA, una competición semiprofesional sin relación alguna con la auténtica Continental Basketball Association.
Jugó posteriormente dos temporadas con el Maccabi Tel Aviv israelí.

## Trayectoria personal
Ron Dunlap participó en diferentes proyectos comunitarios en Appleton, fue el Coordinador de los Servicios para las Minorías, miembro de la junta directiva de la Biblioteca Pública de Appleton, Wisconsin ASCD, Goodwill Industries, YMCA y Wisconsin PTA. Miembro vitalicio de la PTA, del Appleton Noon Lions Club, miembro del Comité Asesor de Diversidad en Fox Valley Technical College. Participó en la defensa del African Heritage, Inc. la herencia africana. Fue reconocido como una de las 44 personas afroamericanas más influyentes en Wisconsin por su labor educadora y defensora de los derechos civiles.

### Premios y reconocimientos.
- Premio Unidad en la Diversidad (the Unity in Diversity Award)
- Premio al Liderazgo Comunitario Destacado del Rotary Club de Appleton (Outstanding Community Leadership Award by the Rotary Club of Appleton)
- Premio Heritage por promover el liderazgo y la diversidad en la comunidad de Fox Valley